# ТЕЦ заводу фосфорних добрив у Парадіпі (IFFCO)
20°1′46″ пн. ш. 86°39′34″ сх. д. / 20.02944° пн. ш. 86.65944° сх. д.
ТЕЦ заводу фосфорних добрив у Парадіпі (IFFCO) — складова комплексу заводу фосфорних добрив компанії Indian Farmers Fertiliser Cooperative Ltd (IFFCO), який знаходиться в індустріальній зоні порту Парадіп (штат Одіша).
Завод добрив ввели в дію у 1999—2000 роках. В його складі діє енергетичне господарство, яке здатне продукувати 570 тонн пари на годину, а саме:
- 2 котли-утилізатори продуктивністю по 175 тонн пари на годину, які використовують тепло від роботи цехів сірчаної кислоти (тут першим технологічним етапом є спалювання сірки);
- 2 парові котли продуктивністю по 110 тонн пари на годину, що спалюють вугілля.

Крім того, існує допоміжний котел продуктивністю 40 тонн пари на годину, що розрахований на спалювання нафти.
Частина пари використовується для виробництва електроенергії та живить дві парові турбіни потужністю по 55 МВт.